# Vasili Lébedev-Kumach
Vasily Ivanovich Lebedev-Kumach (1898-1948) fue un escritor, poeta y letrista soviético.
Vasili Lébedev-Kumach fue un relevante poeta soviético, de origen ruso, que escribió la letra de muchas de las canciones más populares de la época de la Unión Soviética entre las que destaca la pieza militar La Guerra Sagrada, canción señera de la Gran Guerra Patria, Segunda Guerra Mundial para los pueblos soviéticos, que se usó durante ese periodo y se convirtió en un referente de la lucha contra el nacismo por parte de la Unión Soviética siendo su interpretación imprescindible en todas la conmemoraciones de la victoria contra la Alemania Nazi y del Día de la Victoria, tanto en tiempos de la Unión Soviética como de Rusia. 
Vasili Lébedev-Kumach se afilió al Partido Comunista de la Unión Soviética en 1939 y militó en él hasta su muerte en 1948. Apodado "Bardo de la era estalinista"  por la relevancia de su obra en ese período histórico, obtuvo el Premio Stalin de segundo grado en el año 1941.

## Biografía
Vasili Lébedev-Kumach nació en el 24 de julio, según el Calendario Juliano, 5 de agosto según el calendario Gregoriano de 1898 en la ciudad Moscú, entonces Imperio Ruso en el seno de una familia humilde, su padre era el artesano y zapatero Iván Filippovich Lebedev, quien murió cuando Vasili cursaba el 3.er grado de la escuela primaria. Ingresó en el denominado "El décimo gimnasio masculino de Moscú" (una institución de educación secundaria de propiedad estatal que operó en Moscú desde 1902 hasta 1918) donde cursó los estudios de secundaria y obtuvo una beca asignada por el historiador Pavel Gavrilovich Vinogradov. A la vez de los estudios reglados estudió latín y ruso. Acabó la secundaria en 1917 graduándose con medalla de oro e ingresó en la Universidad de Moscú en la Facultad de Historia y Filología, pero no completó sus estudios debido a la Revolución y la guerra civil
Lébedev-Kumach escribió sus primeros poemas en 1911 y los publicó en 1916 en la revista de pequeña tirada Hermes de Moscú. Trabajó como jefe de biblioteca de distrito en el club de la cooperativa de trabajo de Moscú.  Formó parte de la Oficina de Prensa del Sóviet Militar Revolucionario y en el departamento militar "AgitROSTA". Realizó trabajos para diversas publicaciones de prensa cómo los "Bednota", "Gudok", "Rabochaya Gazeta"; revistas "Krasnoarmeets", "Krokodil"  (una revista satírica ilustrada literaria y artística) entre 1922 y 1934 y entre 1922 y 1924 miembro del consejo editorial. También escribió para teatro y cine y publicó varios libros como Té en platillo, De todos los volosts o Sonrisas tristes. A finales de los años 20 y primeros años de la década de 1930 realiza crítica teatral 
En 1934 fue uno de los fundadores de la Unión de escritores de la URSS. En 1938 fue diputado al Sóviet Supremo de la República Socialista Federativa Soviética de Rusia y en 1939 se afilió la Partido Comunista de la Unión Soviética en donde milito hasta su muerte.
En 1939, como oficial del Ejército Rojo participó en la invasión soviética de Polonia. Durante la Guerra soviético-finlandesa de 1939 y laGran Guerra Patriótica sirvió como trabajador político en la Marina, trabajó en el periódico "Flota Roja". Obtuvo el rango de Capitán de 1.er Rango (equivalente a capitán de navío).
En los años cuarenta, la salud de Lebedev-Kumach se deterioró notablemente. Cayó en una profunda depresión, sufrió varios infartos y prácticamente dejó de escribir. En 1946, en su diario personal, escribió:

Estoy enfermo de la mediocridad, de la monotonía de mi vida. Dejé de ver la tarea principal: todo es superficial, todo se ha desvanecido. Bueno, 12 trajes más, tres autos, 10 juegos... y estúpidos, vulgares, indignos y nada interesantes...

Después de un tiempo, apareció otra entrada:

La esclavitud, el halago, el andar a escondidas, los métodos de trabajo inmundos, la falsedad: tarde o temprano todo se revelará...

Sus últimos trabajos fueron escribir las canciones para las películas "The First Glove" en 1946 ("Get Tempered", "On the Boat" y "Everything Needs Skill") con la música de Vasily Solovyov-Sedoy y "Spring" en 1947 a la música de Isaac Dunaevsky.
Murió el 20 de febrero de 1949 en su ciudad natal y fue enterrado en parcela Número2 del cementerio Novodévichi de Moscú. El periódico Pravda publicó con motivo de su muerte:

V. I. Lebedev-Kumach llevó al tesoro de la poesía soviética rusa obras de forma simple y contenido profundo, que se han convertido en una parte integral de nuestra cultura socialista.

Fue el primer escritor en ser galardonado con la Orden de la Bandera Roja del Trabajo en febrero de 1937 - "por un trabajo sobresaliente". En 1939 recibió la Orden de la Insignia de Honor - “por sus destacados servicios en el campo de la ficción”. En 1940 - la Orden de la Estrella Roja - "por la ejecución ejemplar de las órdenes del mando en la lucha contra los finlandeses blancos". Creó el "Himno de la Comisariado del Pueblo para Asuntos Internos (NKVD) . Una tarea aún más significativa es el Himno del Partido Bolchevique.

## Creatividad
Publicado desde 1916 y, publicó sus primeros poemas en una revista de Moscú de pequeña tirada " Hermes" - primeras traducciones de Horace, y luego la suya propia a antigüedad tema. Al comienzo de su carrera literaria, escribió principalmente poemas satíricos, cuentos, feuilletons. Desde 1918 y colaboró con los periódicos "Bednota",  "Bip", "Rabochaya Gazeta", " Periódico campesino", "la revista Krasnoarmeets ", más tarde - en la revista"  Crocodile "y en otras publicaciones. Además se publicaron colecciones separadas:" Divorcio "(1925)," Hojas de té en un platillo ", (1925)," De todos los volosts "(1926)," Color protector "(1926)," Sonrisas tristes "(1927)," Gente pequeña y hechos ", ( 1927).
También escribió para teatro (para reseñas teatrales "Blusa azul" y grupos de trabajo de aficionados) y cine - letras para películas de comedia  G. V. Alexandrova  “Chicos divertidos” (1934),  “Circus”, “Volga, Volga "(1938), a la película " Hijos del capitán Grant " y otros. Muchas de estas canciones fueron muy populares y algunas todavía se interpretan en la actualidad.
Se le considera uno de los creadores del género de la canción de masas soviética, "imbuido de un profundo patriotismo, alegría de la perspectiva": Song of the Motherland (Mi país natal es ancho, 1936; música de Dunaevsky, Isaak Osipovich), Marcha de los chicos felices (Luz en el corazón de una canción alegre, 1934, música de Isaak Osipovich Dunaevsky, Moscú en mayo (La mañana pinta las paredes de la antiguo Kremlin con una luz suave, 1937), la canción La vida se ha vuelto mejor, la vida se ha vuelto más divertida

Las llamadas son como pájaros, una tras otra,
Las canciones vuelan sobre el país soviético.
El zumbido de las ciudades y los campos es alegre.
 '¡La vida se ha vuelto mejor, la vida se ha vuelto más divertida! ..' 

También el autor de las palabras "Himno del Partido Bolchevique" (1939, música Alexander Vasilievich Aleksándrov), en particular, con las palabras :

Traidores a la vil raza podrida
¡Te alejas amenazadoramente de tu camino!
Eres el orgullo del pueblo, eres la sabiduría del pueblo,
¡Eres el corazón del pueblo, eres su conciencia!

y  Guerra Sagrada (Levántate, el país es enorme, 1941), música de Alexander Vasilievich Aleksándrov).

## Premios y reconocimientos
- Orden de la Bandera Roja del Trabajo otorgado en 31 de diciembre de 1936  "por los servicios en el desarrollo del arte cinematográfico y la creación de una serie de canciones soviéticas que se han convertido en propiedad de las grandes masas".[9]

- Orden de la Estrella Roja en 1940  "por la ejecución ejemplar de las órdenes del mando en la lucha contra los finlandeses blancos".[5]

- Orden de la Insignia de Honor otorgado el 31 de enero de 1939  "por servicios destacados en el campo de la ficción".[5]

- Medalla por la Defensa de Moscú.

- Medalla por la Victoria sobre Alemania en la Gran Guerra Patria 1941-1945.

- Medalla por la Victoria sobre Japón.

- Medalla por el trabajo valiente en la Gran Guerra Patria 1941-1945.

- Premio Stalin de segundo grado  en el año 1941 por la letra de canciones populares (Lebedev-Kumach donó el premio al Fondo de Defensa el 30 de julio).[10]

- Ferroviario honorario

## Lébedev-Kumach en la literatura
- Becker M.  El camino creativo de Lebedev-Kumach / En el libro de M. Becker. De poetas. Moscú: 1961.
- Levashev E. M.  El destino de la canción // Heritage Archive - 2000 / Comp. y científico. ed. Pluzhnikov, Vladimir Ivanovich;  el Instituto Ruso de Investigación del Patrimonio Cultural y Natural lleva el nombre de D. S. Likhachev. -2001.

## Acusaciones de plagio
Vasili Lébedev-Kumach ha sido acusada de realizar plagio en algunas de sus obras. Evgeny Mikhailovich Levashev, profesor de Historia de la Música del Conservatorio Estatal de Moscú, afirmó en su libro El destino de una canción. Conclusión del experto que Lébedev-Kumach copió estrofas de otros autores para sus poemas. Una de las estrofas de la canción Moscú en mayo pertenece al comienzo del poema Evening de Abram Ruvimovich Paley y el texto de la canción que realizó para la película Sailors tiene su origen en el poema Tsushima de Vladimir Germanovich Bogoraz.
En noviembre de 1940 Vasili Lébedev-Kumach fue denunciado por plagio ante el Sindicato de Escritores por Alexander Alexandrovich Fadeev  donde se mostraron doce casos de plagio.  pero no tuvo transcendencia mediática.
La referencia canción La Guerra Sagrada (también conocida como Guerra Santa) que es una de las piezas fundamentales del parnaso de la Gran Guerra Patria de la URSS, como se conoce en los países ex-soviéticos a la Segunda Guerra Mundial, y la más famosa y popular composición de Vasili Lébedev-Kumach ha sido uno de los casos de acusación de plagio más importante.  Evgeny Mikhailovich Levashev afirma que la pieza fue realizada en 1916 por Alexander Adolfovich Bode, un profesor de literatura de Rybinsk y poeta, en el contexto de la Primera Guerra Mundial. 
El 8 de mayo de 1998, "Nezavisimaya Gazeta" publicó en su suplemento un artículo de VA Shevchenko "La Guerra Santa - un eco de dos épocas" en el que se denunciaba el plagio de la letra de la famosa canción y asignando la autoría de la misma a Alexander Adolfovich Bode. El caso llegó a juicio cuando una nieta de Lebedev-Kumach, Maria Georgievna Deeva, presentó ante el tribunal intermunicipal Meshchansky de la ciudad de Moscú una reclamación para la protección del honor y la dignidad de su abuelo y en contra de  a A. V. Malgin, V. A. Shevchenko y "Nezavisimaya Gazeta" para refutar la información de que el texto de la "Guerra Santa" fue plagiado. Tras la celebración de un juicio por las acusaciones la sentencia determinó que las acusación de plagio era falsa y difamatoria del honor, dignidad y reputación empresarial del autor de la canción y que Lebedev-Kumach era el  autor del texto de la canciónLa Guerra Santa. El 5 de julio de 2000 el Nezavisimaya Gazeta publicó la siguiente nota de Refutación

Los editores de "Nezavisimaya Gazeta" informa que la información contenida en el artículo del corresponsal independiente Vladimir Shevchenko "La Guerra Santa" - un eco de dos épocas "(" NG "con fecha 05/08/98) sobre el compositor VI Lebedev- Kumach fue reconocido como una realidad inapropiada y desacreditando el honor, la dignidad, la reputación comercial del autor de la canción "Sacred War" VI Lebedev-Kumach. En este sentido, la oficina editorial del periódico informa a los lectores que el autor del texto de la canción "Sacred War" es VI Lebedev-Kumach VI Lebedev-Kumach no es el autor del texto ruso del foxtrot "Masha" ("En el Samovar") y nunca se apropió de la autoría de este texto.

Los editores de "Nezavisimaya Gazeta" y Shevchenko Vladimir Artemovich se disculpan con Deeva M.G.